# Antonius Natalis (Centurio)

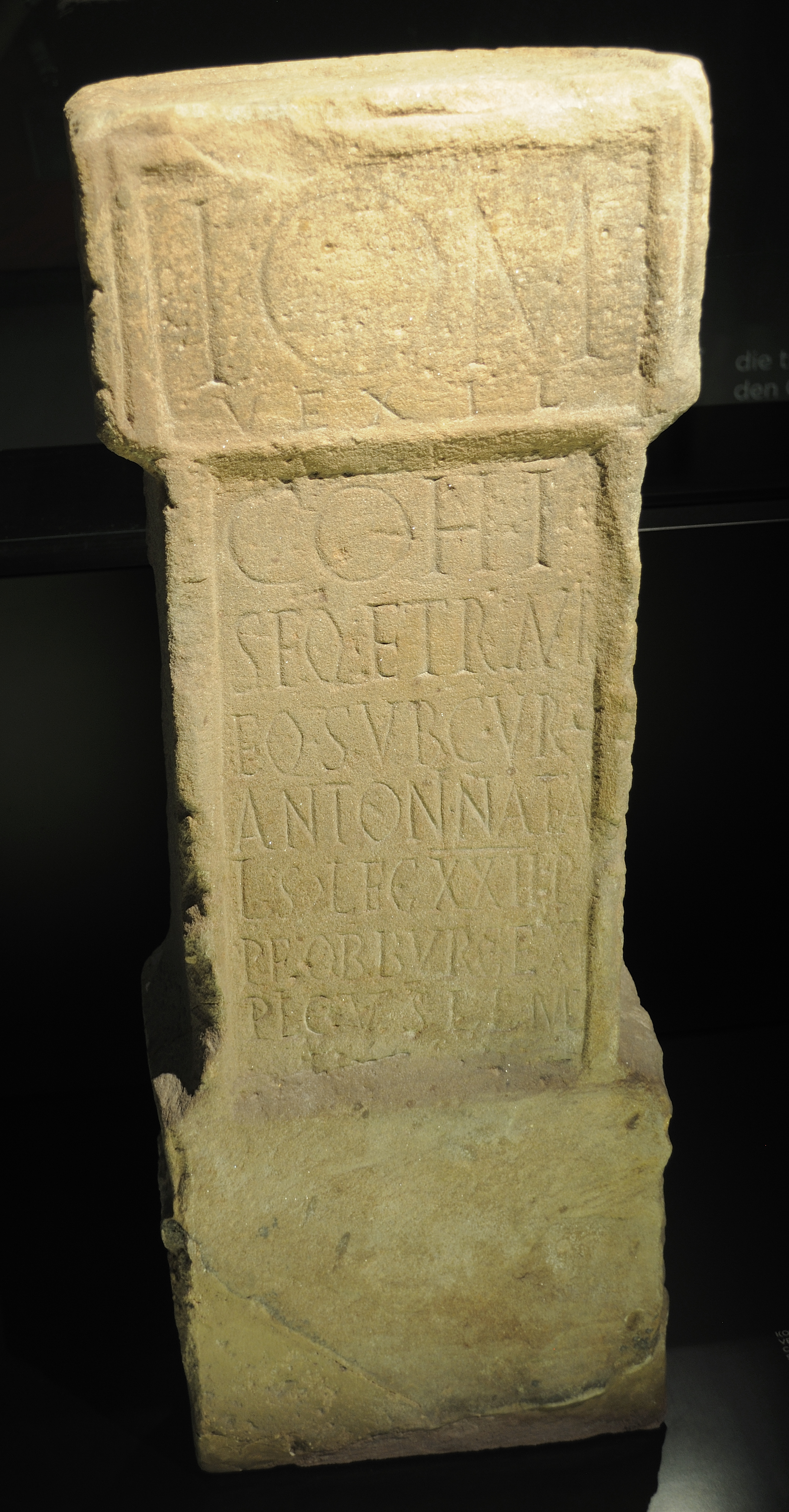
Der Altar mit der Weihinschrift

Antonius Natalis (sein Praenomen ist nicht bekannt) war ein im 2. oder 3. Jahrhundert n. Chr. lebender Angehöriger der römischen Armee.
Durch eine Weihinschrift, die bei Schloßau gefunden wurde und die auf 151/250 datiert wird, ist belegt, dass Natalis Centurio der Legio XXII Primigenia pia fidelis war. Aus der Inschrift geht auch hervor, dass er Kommandeur (sub cura) einer Vexillatio der Cohors I Sequanorum et Rauracorum equitata war. Beide Einheiten waren zu diesem Zeitpunkt in der Provinz Germania superior stationiert.